# Le Chay
Le Chay là một xã trong tỉnh Charente-Maritime trong vùng Nouvelle-Aquitaine, tây nam nước Pháp. Xã Le Chay nằm ở khu vực có độ cao từ 2-21 mét trên mực nước biển. Le Chay có diện tích 12,01 ki-lô-mét vuông.